# Vollenhove

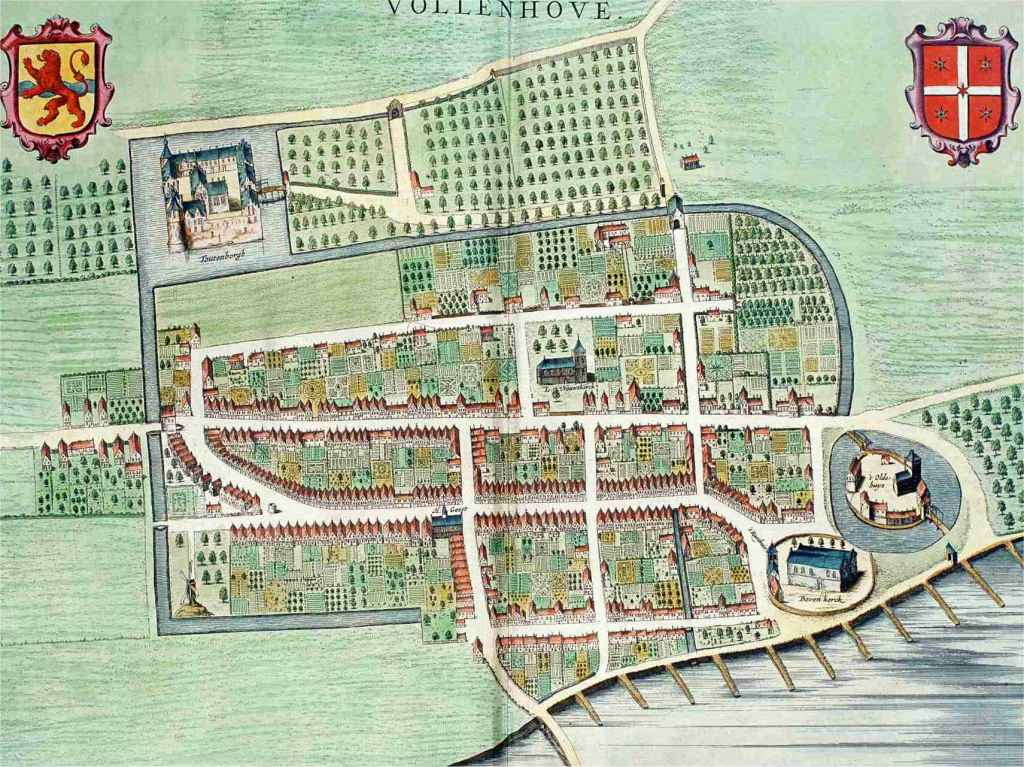
Historische kaart (circa 1649).

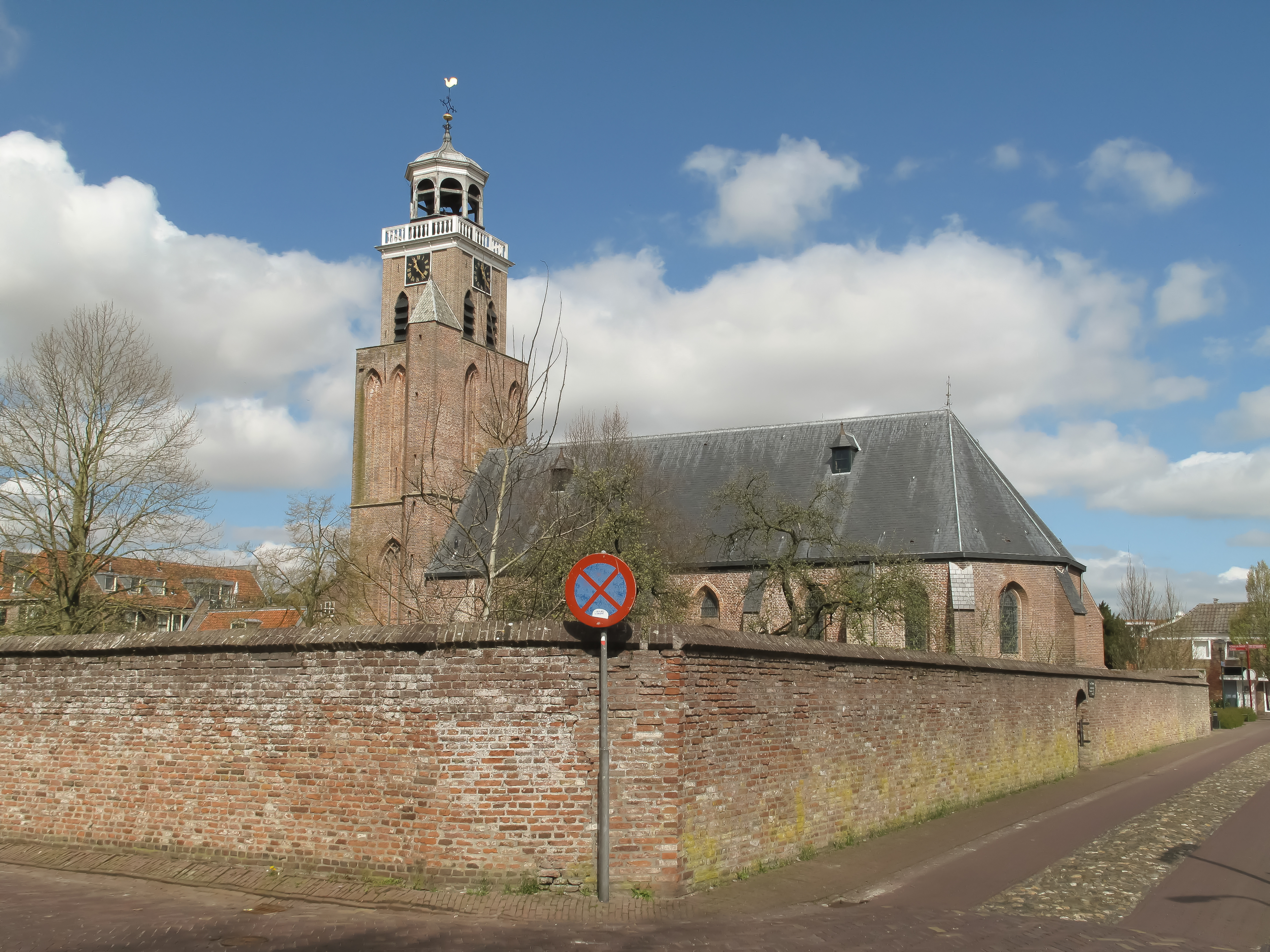
Vollenhove, Kleine of Lieve Vrouwkerk

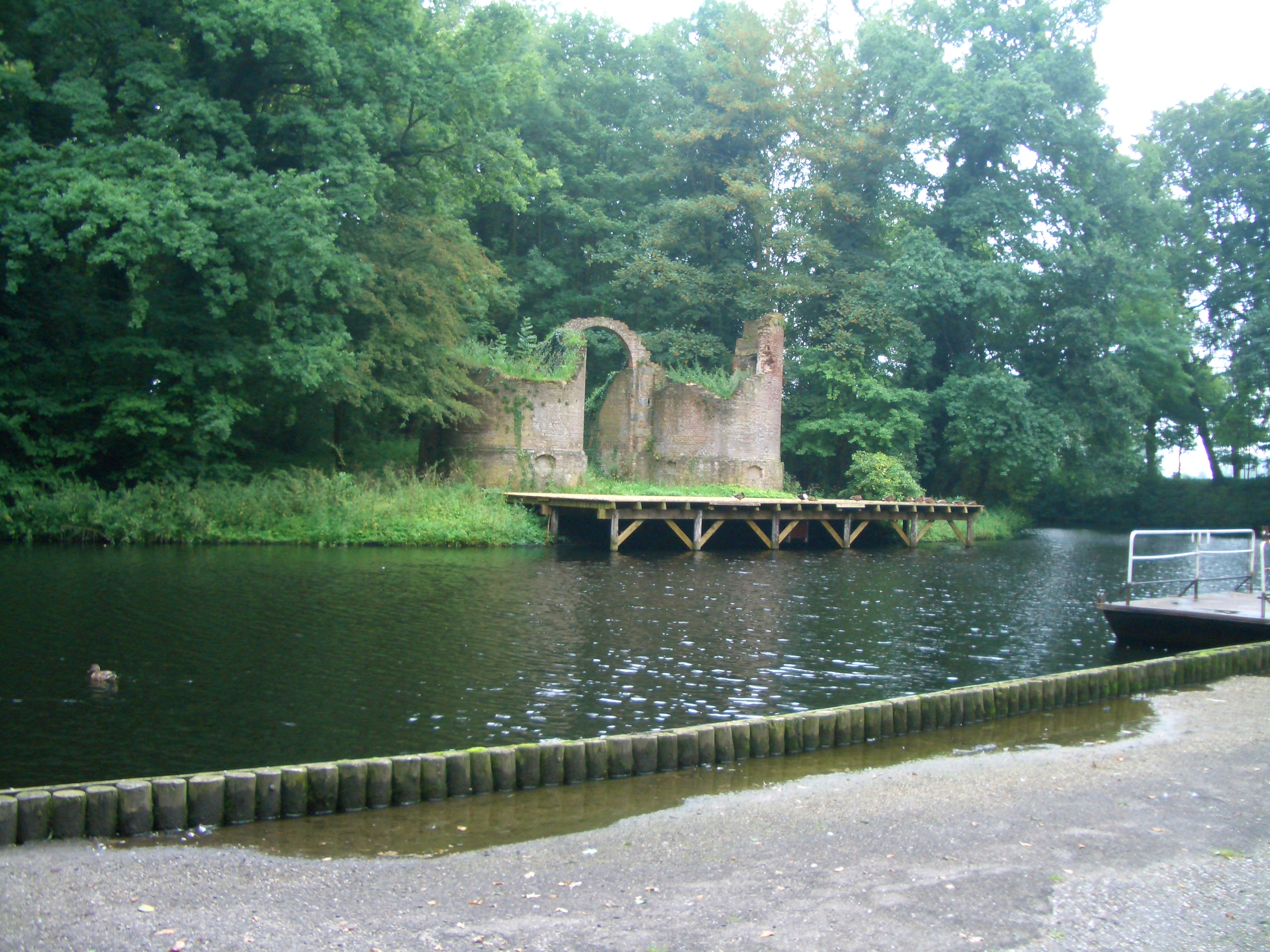
Resten van kasteel Toutenburg.

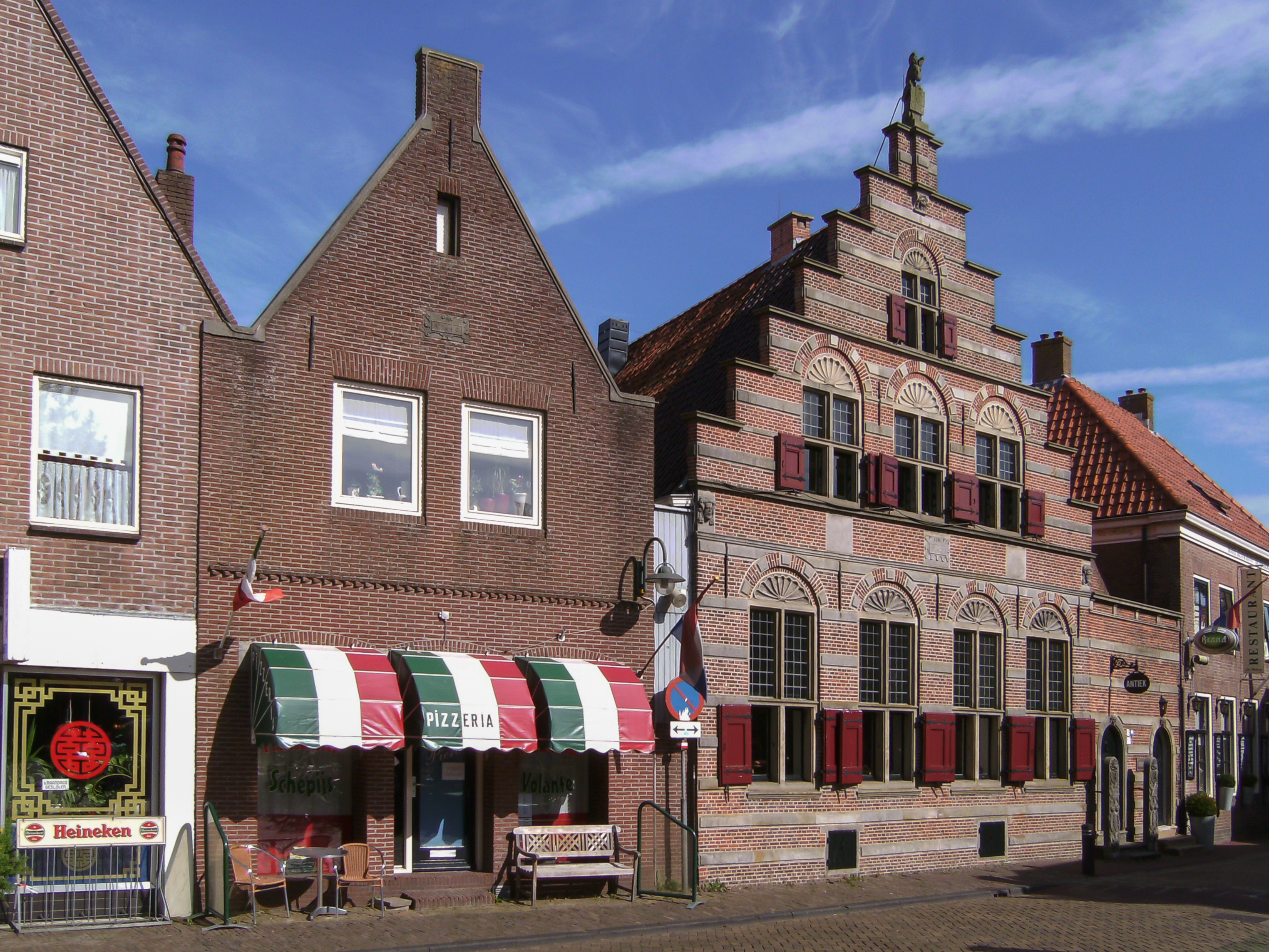
Vollenhove, monumentale panden

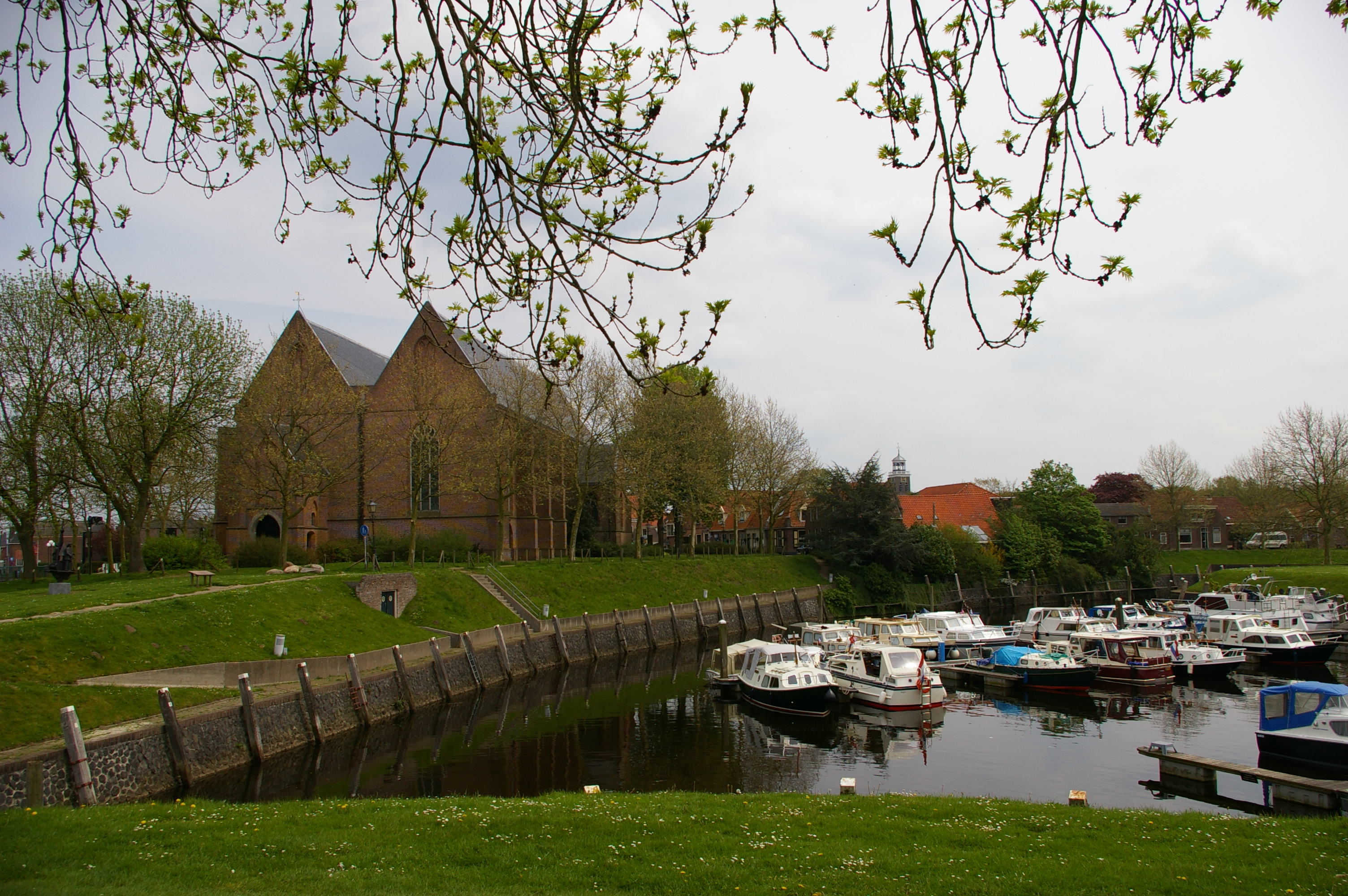
Haventje van Vollenhove

Vollenhove (Nedersaksisch: Veno ([v̯ənoː])) is een kleine stad in het noordwesten van de Nederlandse provincie Overijssel (Kop van Overijssel), die sinds 1 januari 2001 deel uitmaakt van de gemeente Steenwijkerland. Vollenhove is na Steenwijk de grootste plaats van deze gemeente. Vollenhove telt 4.370 inwoners (1 januari 2023). Vollenhove is omringd door het Ambt Vollenhove. Lokaal wordt dit ook wel het Land van Vollenhove (of Land Veno) genoemd. Hier maken de dorpen en gehuchten Sint Jansklooster, Barsbeek, Heetveld, Kadoelen, De Krieger en Moespot deel van uit. Vollenhove wordt een stad genoemd, omdat het in de middeleeuwen stadsrechten kreeg, verleend in 1354.

## Geschiedenis
Vollenhove wordt al in 944 vermeld als Fulnaho. Het gebied was destijds een woud dat eigendom was van Otto de Grote. Deze gaf bisschop Balderik van Utrecht toestemming daar te jagen. In 1010 schonk keizer Hendrik II het gebied, Silva Fulnaho (woud van Vollenhove) geheten, aan het bisdom Utrecht. In de 11e eeuw werd het gebied ontgonnen en in de 12e eeuw liet bisschop Godfried van Rhenen aan het Almere een burcht bouwen, het Olde Huys (of Slot te Vollenhove), met een donjon en een kapel. Deze burcht werd in de 14e eeuw enkele malen aangevallen door de Friezen uit de Stellingwerven. Rond de burcht ontstond het dorp Op ten Camph. Dit kreeg op 12 juli 1354 stadsrechten. Na 1380 werd de stad aangeduid als Vollenho.
De bloeitijd van de stad Vollenhove lag in de eerste helft van de 15e eeuw. Vollenhove was toen belangrijk door de visserij op steur en was een bijstad van de Hanze. Ook werden vestingwerken aangelegd: aarden wallen, een stadsgracht en vier stadspoorten.
In de eerste helft van de 16e eeuw bloeide de stad op. Joris Schenck van Toutenburg werd drost en later stadhouder van Overijssel voor keizer Karel V. Schenck liet net buiten de stad het kasteel Toutenburg bouwen. Vollenhove werd met deze residentie het bestuurscentrum voor de drie noordelijke provincies: Groningen, Friesland, en Overijssel. Drenthe telde niet mee omdat het te arm werd geacht. Bij het uitbreken van de Tachtigjarige Oorlog verloor Vollenhove de rol van bestuurscentrum, en in de eeuwen daarna kwijnde de stad weg.
In 1818 werd Vollenhove verdeeld in Stad Vollenhove en Ambt Vollenhove, het platteland dat bij Vollenhove hoorde. In de tweede helft van de 19e eeuw bloeide Vollenhove weer even op. De slotgracht van het Olde Huys werd visserijhaven, en het kasteel werd afgebroken. Toen in 1859 het eiland Schokland werd ontruimd, vestigden de meeste Schokkers zich te midden van de resten van het kasteel. Aan het eind van de 19e eeuw werd een nieuwe haven gebouwd en ontstond een specifiek vissersschip, de Vollenhovense bol. Door de aanleg van de Afsluitdijk (1932) kwam aan de Zuiderzeevisserij een eind. Vollenhove werd in het begin van de Tweede Wereldoorlog belangrijk als werkhaven voor de inpoldering van de Noordoostpolder.

### Dubbele moord in 1878
Een markant feit uit de geschiedenis van Vollenhove en omgeving was de moord op twee veldwachters in 1878. Nadat beiden die ochtend niet op hun werk verschenen, werd een zoektocht ingesteld, waarbij uiteindelijk hun ontzielde lichamen in een put werden gevonden. Beide mannen bleken uiterst gewelddadig om het leven gebracht. Al gauw werden drie verdachten gearresteerd: het bleken stropers te zijn. In die tijd was stropen een groot probleem in Vollenhove, met name de illegale jacht op fazanten. De verdachten moesten beschermd worden tegen een enorme volkswoede. De ene veldwachter zou vlak na de moord in ondertrouw gaan en zijn collega liet een vrouw en zes kinderen achter. De veldwachters zouden op stropersjacht zijn gegaan en daarbij de stropers ontdekt hebben, die vervolgens de veldwachters met hun geweren om het leven brachten. De drie verdachten zijn in het huis van bewaring in Zwolle verhoord. Bij de behandeling voor het gerechtshof in Arnhem kreeg de hoofdverdachte vijfentwintig jaar cel en werden de twee andere verdachten ieder tot twintig jaar cel veroordeeld.

### 20e eeuw
Vanaf 1872 voerde de Vollenhoofse Diligence Onderneming een diligencedienst uit tussen Vollenhove en Zwartsluis. Vanaf 1891 waren er plannen om een trambaan aan te leggen van Zwolle via Zwartsluis en Vollenhove naar Blokzijl, en mogelijk naar Stavoren. De Friese gemeenten haakten echter af en in 1898 werd ten slotte besloten tot een lijn tussen Zwolle en Blokzijl. Op 13 september 1904 werd de Spoorweg-Maatschappij Zwolle - Blokzijl (ZB) opgericht. Na veel problemen tijdens de aanleg werd de lijn op 11 maart 1914 geopend. Vollenhove kon echter pas op 26 maart voor het eerst aangedaan worden. De lijn bleek niet erg rendabel en de laatste rit vond plaats op Koninginnedag 31 augustus 1934 toen, tegelijk met de overname van de spoorwegen door de overheid, ook onrendabele lijnen werden opgeheven. Station Vollenhove werd een winkel, en het spoor werd begin 1935 opgebroken en aan het Duitse Stettin, tegenwoordig Szczecin, verkocht. Aan de tram herinnert thans nog het voormalige station met de haltenaam in de zijgevel, en het feit dat in een deel van de bestrating met verschillende kleuren klinkers het verloop van de trambaan is aangegeven.
In 1921 bezochten koningin Wilhelmina en prins Hendrik samen met prinses Juliana Vollenhove. Zij bezochten de haven en een gemaal. De inwoners van Vollenhove hadden ter gelegenheid van het bezoek de gehele stad versierd.
In 1942 voegde de Duitse bezetter de stad en het ambt weer bij elkaar tot de gemeente Vollenhove. Door toevoeging van een klein stukje van de Noordoostpolder in 1957 werd de gemeente Vollenhove tien hectare groter. In 1973 fuseerde de gemeente met onder andere Blokzijl, Giethoorn en Wanneperveen tot de nieuwe gemeente Brederwiede, met Vollenhove als hoofdplaats.
Het waterschap Vollenhove is in 1995 gefuseerd met twee Drentse waterschappen en later nog eens met een ander waterschap in Overijssel. Het hoofdkantoor is niet meer in Vollenhove, maar in Zwolle gevestigd en heet Waterschap Drents Overijsselse Delta (WDODelta).
Per 1 januari 2001 is Brederwiede samen met IJsselham opgegaan in de gemeente Steenwijk, die op 1 januari 2003 werd omgedoopt in Steenwijkerland. Veel inwoners vonden een naam als Kop van Overijssel of Steenwijkerland beter, omdat de enkele naam Steenwijk de suggestie wekte dat de overige gemeenten door Steenwijk waren geannexeerd.
De viering van het 650-jarig bestaan als stad op 12 juli 2004 werd bijgewoond door Mr. Pieter van Vollenhoven. Hij werd tot ereburger van het stadje benoemd. Overigens heeft zijn achternaam niets met het stadje Vollenhove te maken.

### Geschiedenis van de visserij
Toen in de 15e eeuw de Zuiderzee zijn vorm grotendeels had gekregen, ontstonden er grote vismogelijkheden. Dorpen aan de rand van de Zuiderzee gingen leven van de visserij. De monden van het Zwarte Water en de IJssel waren rijk aan zoetwatervis, zoals steur, elft en zalm. Als gevolg hiervan ontwikkelden Vollenhove en Kampen zich tot belangrijke centra van de visserij. Doordat er in de eeuwen hierna zoveel zoetwatervissen waren gevangen, kreeg Vollenhove minder concurrentie van de Hollanders. Toch stond de ontwikkeling van de visserij op de Zuiderzee niet stil. De zoutwatervis - vooral de haring - werd de belangrijkste vissoort. De vloot werd geleidelijk aan vernieuwd en uitgerust met botters en schokkers. In 1811 waren er 32 beroepsvissers. In de tweede helft van de 19e eeuw begon de visserij echter grootse vormen te krijgen, bijna iedere inwoner leefde ervan. Toen in 1918 werd besloten om de Afsluitdijk aan te leggen en de Zuiderzee in te polderen, stopten veel vissers met hun werk en zochten een andere baan. De laatste beroepsvisser stopte in 1992.

## Symboliek

### Wapen
Na de instelling van het Koninkrijk der Nederlanden had de gemeente Vollenhove, als voormalige stad, recht op het voeren van een wapen. Onderzoek in de archieven, uitgevoerd door de toenmalige burgemeester, leverde van het wapen met kruis en (vijfpuntige) sterren slechts een tekening op. Het vermoeden bestaat dat Vollenhove dit wapen gekregen heeft van de bisschop van Utrecht. De burgemeester gaf aan koning Willem I de volgende tekst door: van rood waarop een kruis van zilver beladen met eene zespuntige gouden ster en gekantonneerd van boven met eene vijfpuntigen zilveren ster en van onderen met eene zespuntigen diergelijke, het schild gedekt met een gouden kroon en ter linkerzijde vastgehouden door een klimmend hert in zijne natuurlijke kleur met een halsband van lazuur waaraan een gouden ring en door dezelve een lint van lazuur.

### Vlag
Op basis van het wapen van Vollenhove stelde historicus drs. Jos Mooijweer in opdracht van de Belangenvereniging Stad Vollenhove in 2002 een vlag samen, die bij diverse feestelijke gelegenheden in Vollenhove gebruikt wordt.

## Geografie en bevolking
Plaatsen in de buurt van Vollenhove zijn Sint Jansklooster, Blokzijl, Giethoorn, Zwartsluis, Marknesse, Kraggenburg, Wanneperveen, Belt-Schutsloot en Genemuiden. Langs Vollenhove ligt het Vollenhoverkanaal dat uitmondt in het Zwarte Meer. Via de andere kant gaat het naar Blokzijl of via de Ettenlandse Kolk naar de Kleine Beulakerwijde. Vollenhove ligt ongeveer 10 meter boven NAP en daarom is een dijkring aangelegd. De meest voorkomende grondsoort is keileem.
Het stadje telde op 1 januari 2023 in totaal 4.370 inwoners. Velen hiervan zijn voormalige Schokkers. Een inwoner van Vollenhove wordt vaak een 'Venose' genoemd.

## Havezaten in Vollenhove

### Oldruitenborgh

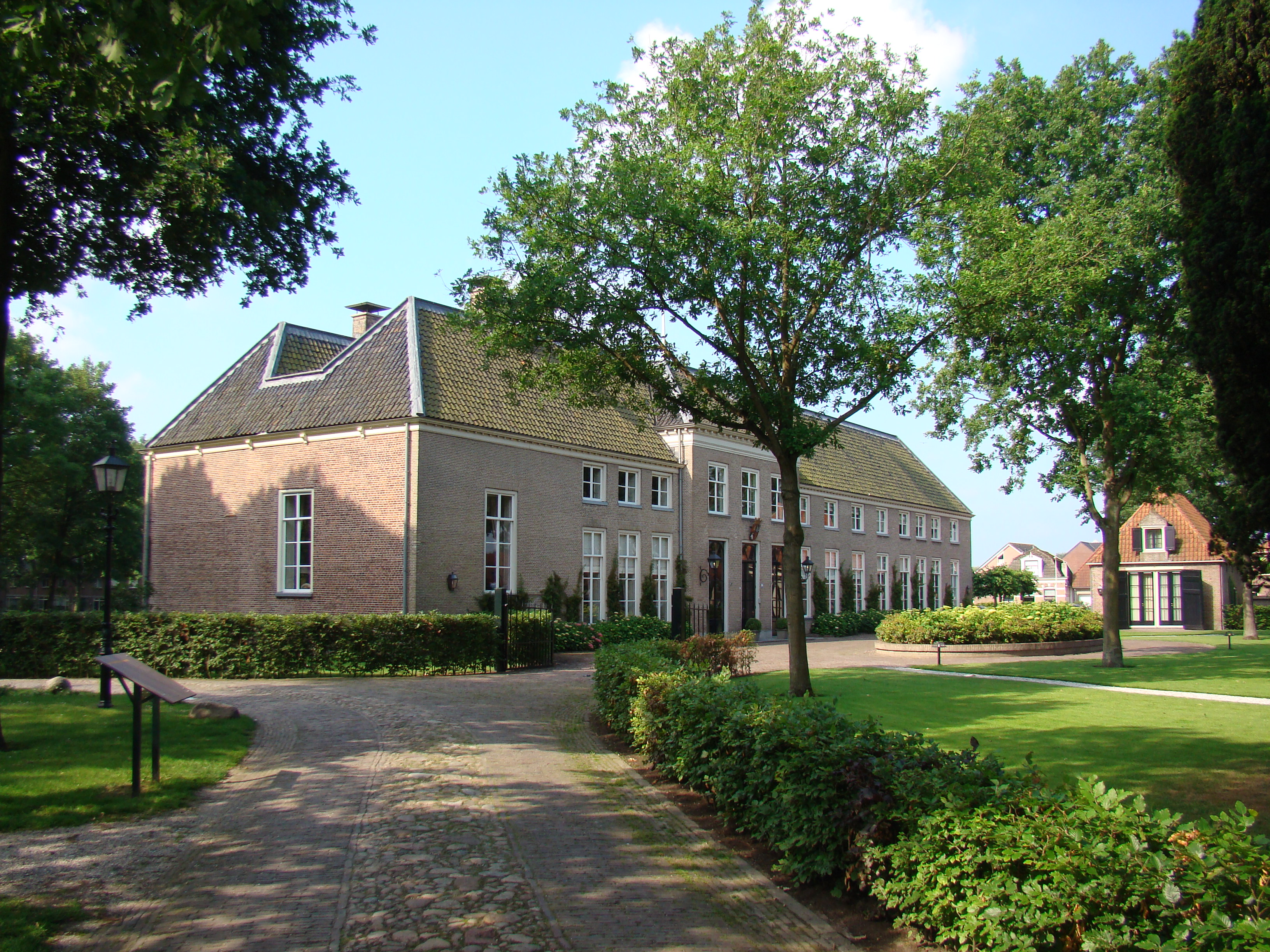
Oldruitenborgh

Oldruitenborgh is eind 15e eeuw gebouwd door de toenmalige schout van Vollenhove, Egberts Pelgrim van den Ruthenberghe. De havezate ligt aan de zuidelijke rand van het oude Vollenhove en is verscheidene keren ingrijpend verbouwd. De achtergevel stond destijds in de stadsgracht. De tuin is aan het eind van de 18e eeuw aangelegd in Engelse landschapsstijl. In 1946 werd de havezate het gemeentehuis van Vollenhove en daarna van Bredewiede. Dit tot de herindeling in 2001. Sindsdien is het een hotel-restaurant met zaalverhuur.

### Marxveld

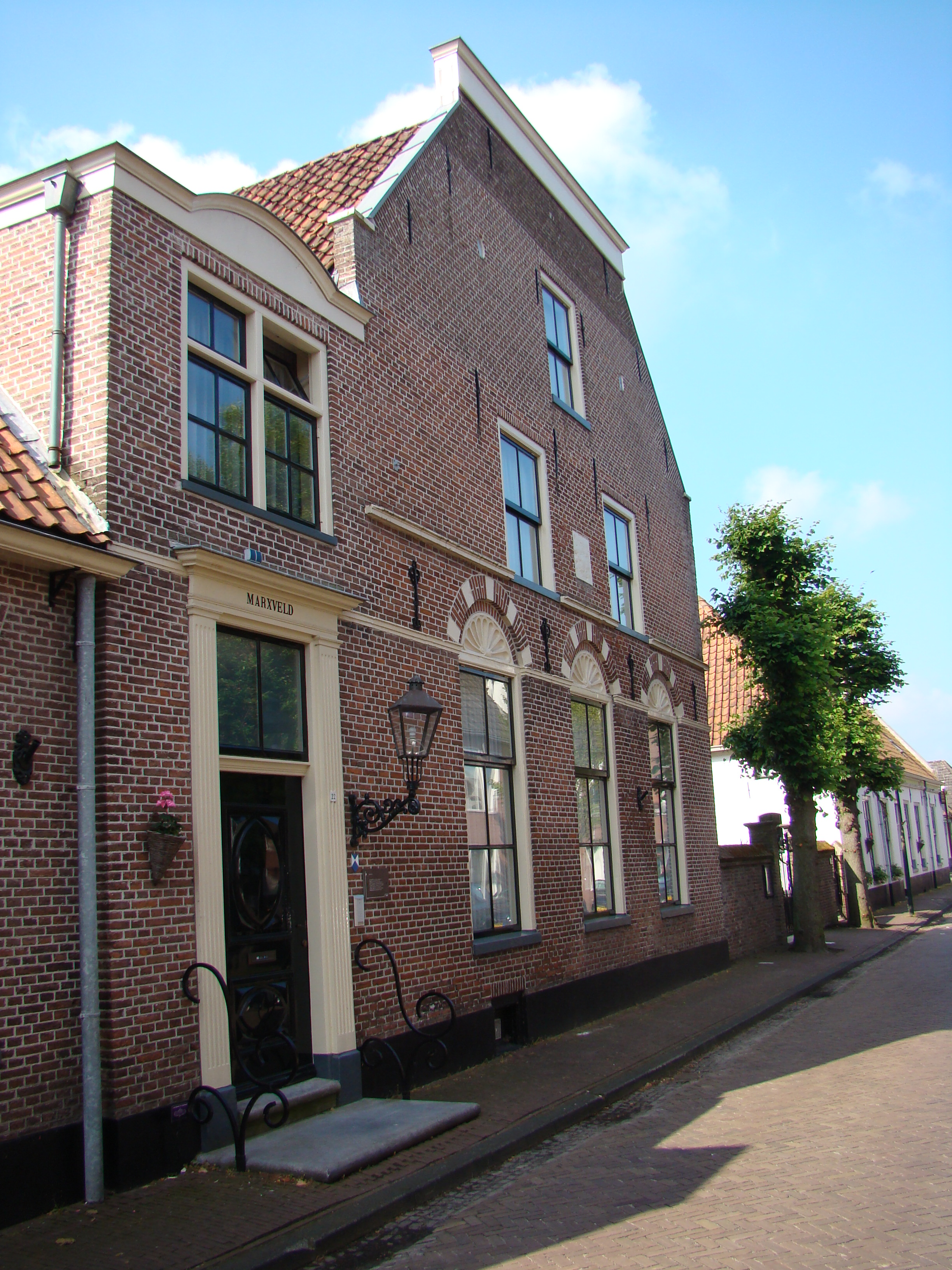
Marxveld

De havezate Marxveld staat aan de Bisschopstraat. Het gebouw met de tuinen zijn eeuwen in bezit geweest van de familie Sloet. De ommuurde tuinen zijn in vier stijlen aangelegd: Middeleeuwse stijl, Renaissance, Barok en de Landschapsstijl. De gemeente Brederwiede kocht in 1984 het complex Marxveld. In 2004 werd het pand door de gemeenteambtenaren verlaten en verkocht aan een particuliere ondernemer.

### Oldenhof
Omstreeks 1635 werd op de Oldenhof een huis gebouwd dat aan drie kanten in het water lag. Rondom het huis werd omstreeks 1800 een park aangelegd. Deze havezate is tot op heden bewoond door een adellijke familie. Vanaf de weg oogt het als een 19e-eeuws buitenhuis, de oostzijde geeft echter een ander beeld: een 18e-eeuws herenhuis van allure. In 1976 is Stichting Den Oldenhof opgericht om het landgoed te beheren.

## Evenementen, tradities en trekpleisters

### Typisch Vollenhove[10]
Met een meerdaags evenement rond Pinksteren wordt het vaarseizoen geopend. Vanaf vrijdag is er kermis, op de zaterdag voor Pinksteren is er een grote braderie en op de zondag zijn er wandel- en fietstochten. De maandag staat in het teken van het traditionele pinksterrijden.

### Corso

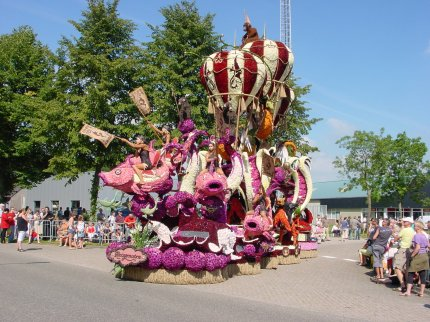
Reisgenoten van wagenbouwgroep Stark Wark, winnaar van het corso in 2007.

Jaarlijks wordt er een bloemencorso gehouden.

### Survivalrun Vollenhove
Op de tweede zaterdag van november wordt de jaarlijkse survivalrun 'Veno in the Wetlands' gehouden. De survivalrun bestaat uit een stuk hardlopen met natuurlijke hindernissen als sloten en maisakkers en opgebouwde hindernissen met touwklimmen, houthakken en andere obstakels. Stichting Survivalrun Vollenhove heeft het NK voor de jeugd georganiseerd in 2010 en 2017. In 2011 en 2015 werd het NK voor de korte afstand voor senioren in Vollenhove gehouden. Het evenement biedt jaarlijks plek voor zo'n 1.500 sporters. Daarvan is ongeveer de helft afkomstig uit de eigen regio. De andere helft betreft wedstrijddeelnemers uit het hele land. Op de vrijdag voorafgaand aan de survivalrun wordt sinds 2016 een Kidsrun georganiseerd voor de groepen 5 en 6 van basisscholen in de regio.

### Oud- en nieuwjaarstraditie
Vroeger werd oud en nieuw gevierd op de vissersschepen in de haven men zette de traditie op het land voort, toen er geen schepen meer waren. Zo zijn de 'oudejaarshuisjes' ontstaan. Allengs ontstonden er steeds meer 'keten' met evenzoveel groepen jongeren. Inmiddels worden nieuwe groepen door de gemeente, die een stringent toelatings- en controlebeleid voeren, naar het 'evenemententerrein' achter De Burght gedirigeerd. De al langer bestaande bezoekjes van de brandweer aan de keten zijn geformaliseerd. De periode waarin de ruimte mag worden gebruikt is ook aan banden gelegd, de neiging bestond om al voor de kerstdagen samen te gaan drinken en dat vol te houden tot Driekoningen. Ook worden de omwonenden betrokken in het vergunningenbeleid. Het fenomeen van de oudejaarshuisjes of oudejaarsketen is inmiddels in veel plaatsen in de omgeving overgenomen. Omgekeerd kwam het elders al populaire carbidschieten met melkbussen in Vollenhove ook steeds meer in zwang. 

### Bezienswaardigheden

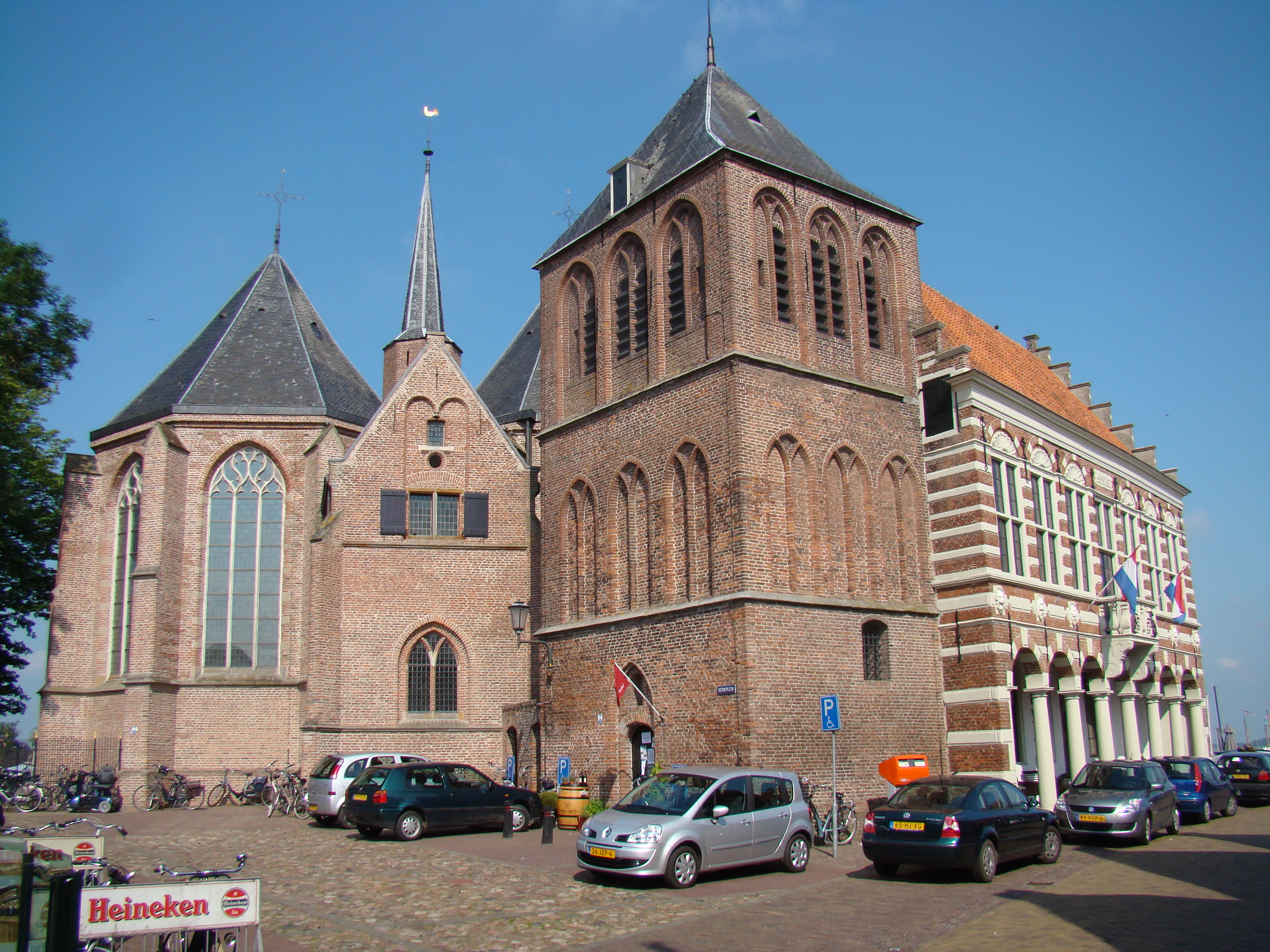
De Grote of Sint-Nicolaaskerk

In Vollenhove zijn vele historische gebouwen te vinden. De Grote of Sint-Nicolaaskerk is een laatgotische hallenkerk, die in de 15de eeuw zijn huidige vorm kreeg. De kerk, gelegen aan de binnenhaven, is tussen 1968 en 1976 gerestaureerd en is in gebruik bij de protestantse kerkgemeente.
De andere historische kerk is de Kleine of Lieve-Vrouwekerk, gebouwd vanaf 1423, en in 1461 uitgebreid met een toren. Deze staat in de Bisschopstraat. Havezate Oldruitenborgh uit 1524 was vroeger een jachtslot van het kasteel Toutenburg; de ruïne van dit kasteel is van een afstand te bekijken. Het stadhuis uit 1621 was tot 2001 als zodanig in gebruik. In de voormalige Latijnse School uit 1627 is een restaurant gevestigd. Ook is nog het oude tramstationnetje van de voormalige lijn Blokzijl-Zwolle te zien.
In de Kerkstraat bevinden zich de rooms-katholieke kerk en de Nederlandse Gereformeerde kerk.
Een deel van Vollenhove is beschermd stadsgezicht.
Zie ook
- Lijst van rijksmonumenten in Vollenhove
- Lijst van gemeentelijke monumenten in Vollenhove

## Voorzieningen

### Scholen
Vollenhove telt drie basisscholen, namelijk Het Kompas (protestants christelijk), De Voorpoort (openbaar) en De St. Martinus (katholiek). Voor de nog jongere kinderen heeft Vollenhove een voorziening, namelijk de openbare peuterspeelzaal De Grutterij en kinderdagverblijf Ukkie.
Voor het voortgezet onderwijs is de Vollenhovenaar aangewezen op Emmeloord, Meppel, Zwartsluis en Zwolle. Hoewel er vroeger wel twee middelbare scholen in Vollenhove waren (de mavo/MULO 'De Werf' en de 'Inspecteur J. Roosen' school), zijn die er niet meer.

### Zalencentrum en sportvoorzieningen
In MFA 'De Burght' (geopend op 4 oktober 1993, hiervoor zalencentrum 'Stadsdoelen') vinden tal van verenigingen een onderkomen. Dartvereniging Vollenhove is opgericht in 2005 en volgde daarbij Dartvereniging Bull's eye op. Ook S.V. Flevo (aerobics, callanetics, gymnastiek, turnen en volleybal) maakt gebruik van het zalencentrum, verder sporten hier Ieder voor Zich (badminton, opgericht in 1975) en VVSA (volleybal, samen met Sint Jansklooster). Op dinsdagochtend was er enige tijd wekelijks een markt op het plein voor zalencentrum 'de Burght'. Deze weekmarkt wordt sinds 2018 gehouden op het Voorpoortplein. 
Op het sportcomplex De Benten is voetbalvereniging SV VENO gevestigd. VENO betekent Via Eenheid Naar Ontplooiing en is op 24 mei 1976 ontstaan uit de verenigingen 'Sportvereniging Vollenhove' (voetbal en volleybal) en 'Voetbalvereniging Fulnaho'.
Tennisclub Vollenhove heeft eigen tennisvelden achter 'De Burght'. Andere sportverenigingen in Vollenhove zijn BVV'94 en BV 't Akkertien (biljarten), De Karper (sportvissen), IJsclub De Vooruitgang, Bowlingvereniging "de Keugele Kegel", Sjoelclub Brederwiede en Trainingsgroep Survivalrun Vollenhove (survivalrun).

### Muziek
Vollenhoofsch Fanfare (opgericht in 1905) heeft regelmatig gespeeld op het Wereld Muziek Concours in Kerkrade. Verder is het Vollenhoofsch Visserskoor, dat opgericht is in 1994. Ook het Christelijk Gemengd Koor De Zeeklank, opgericht in 1923, heeft Vollenhove als thuisbasis.
Het Kerkstraat dweilorkest werd opgericht om tijdens het bloemencorso op te treden, maar treedt tegenwoordig ook elders op. Verder heeft Vollenhove de beschikking over straattheatergroep Sjeu, opgericht in mei 2002.
In 1981 werd de Egerlanderkapel "Toutenburgher Muzikanten" opgericht als onderdeel van Vollenhoofsch Fanfare. Sinds 1 januari 2008 is de kapel een zelfstandige vereniging. De kapel treedt regelmatig op bij festiviteiten in de regio en op concoursen. Jaarlijks wordt een aantal concerten gegeven tijdens de "Zomertour". In 2011 heeft de kapel t.g.v. het 30-jarig bestaan een cd opgenomen.

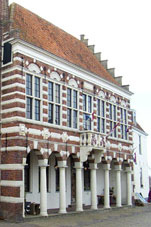
Het oude raadhuis van Vollenhove, kreeg later een horecabestemming

### Overige voorzieningen
Winkels zijn vooral rond het Voorpoortplein te vinden, waar op dinsdag ook markt wordt gehouden. Vollenhove beschikt over twee industrieterreinen, namelijk 'De Weyert' en 'De Schaarkampen'. Vollenhove heeft de beschikking over een vrijwillige brandweer, die in 2006 een nieuw onderdak heeft gekregen op industrieterrein 'De Weyert'.
In 2003 werd een overdekt zwembad aangelegd op enkele honderden meters ten oosten van het oude, openluchtzwembad. Dit is gedaan omdat Royal Huisman Shipyard uitbreidingsplannen had. De haven van Vollenhove dateert uit 1650. De buitenhaven is voor het laatst gerestaureerd in 1995, de binnenhaven in 1972. Iets buiten Vollenhove, in de Noordoostpolder, is het Nationaal Lucht- en Ruimtevaartcentrum gevestigd.
Vollenhove heeft ook een Stadsmuseum in de Bisschopstraat.
Wandelroutes die door of langs Vollenhove lopen zijn:
- Het Overijssels Havezatenpad
- Het Zuiderzeepad
- Het Pionierspad

Fietsroutes die door of langs Vollenhove lopen zijn:
- De Voorsterbosroute
- De Wiedenroute

## Verkeer en vervoer
Langs Vollenhove liggen de provinciale weg 331 en provinciale weg 762. De N331 verbindt Vollenhove met Emmeloord en Zwolle, de N762 verbindt Vollenhove met Giethoorn en Steenwijk. Hoewel er vroeger wel een tramverbinding was met Zwolle is deze sinds 1934 niet meer in gebruik.

### Openbaar vervoer

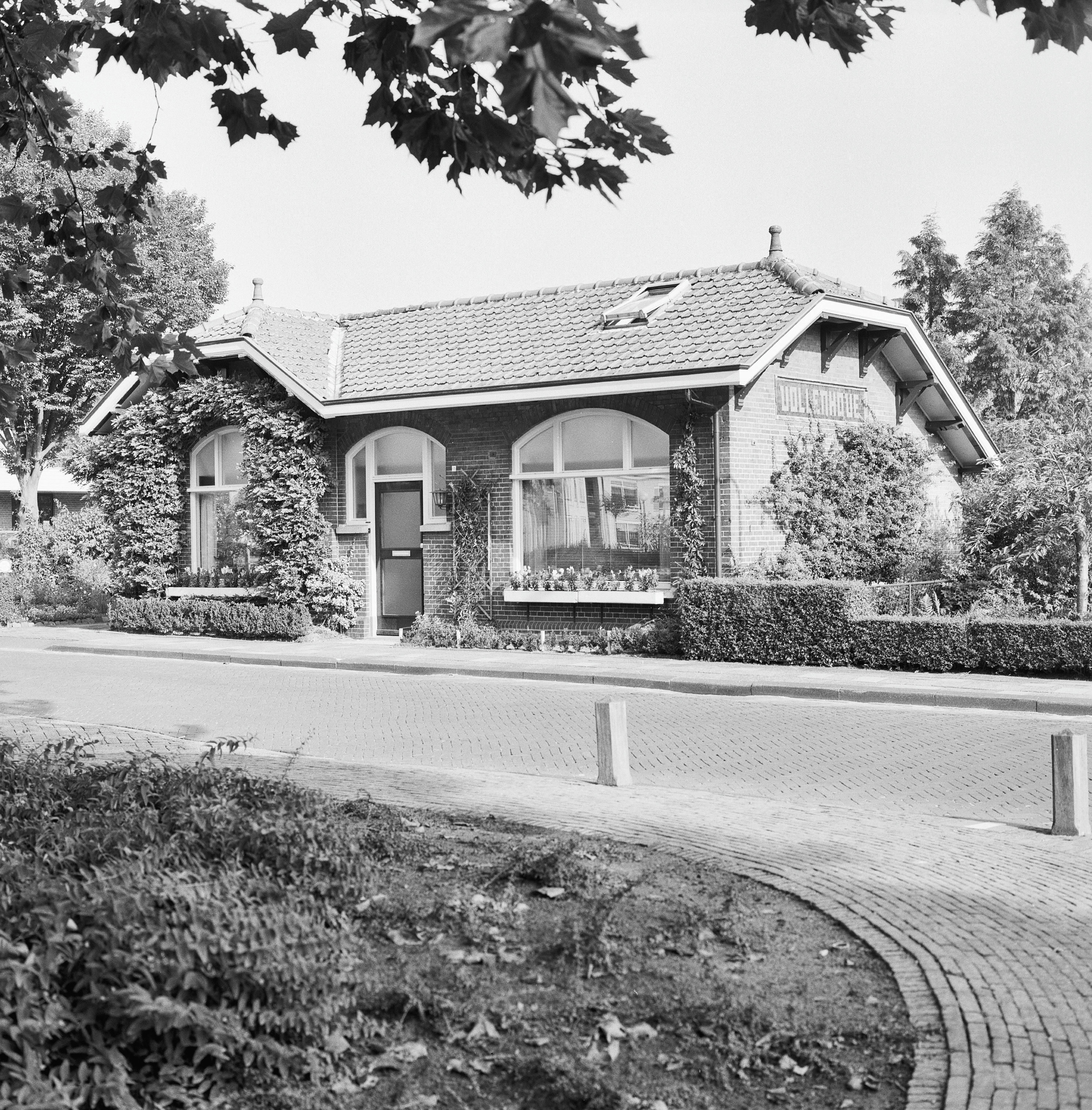
Voormalig tramstation Vollenhove in september 1997.

Omdat Vollenhove niet dicht bij grote steden of een treinstation ligt, zijn busverbindingen belangrijk. De lijnen 71, 171 en 679 doen Vollenhove aan, de 71 rijdt om het halve uur en de 171 rijdt alleen in de spits ook om het halve uur (daarbuiten om het uur). Een andere lijn die tijdens de spits rijdt is de 679, een scholierenlijn richting Meppel. Emmeloord, Meppel en Zwolle en omringende plaatsen zijn zo bereikbaar. De lijnen 71, 171 en 679 worden geëxploiteerd door EBS.

## Bekende Vollenhovenaren
Geboren in Vollenhove
- Frederik Schenck van Toutenburg (ca.1503-1580), eerste aartsbisschop van Utrecht
- Karel van Arenberg (1550-1616), edelman, politicus, militair en diplomaat in de Zuidelijke Nederlanden
- Joannes Vollenhove (1631-1708), dichter
- Jan Arend de Vos van Steenwijk (1746-1813), politicus
- Carel de Vos van Steenwijk (1759-1830), staatsman
- Evert Maaskamp (1769-1834), uitgever, boek- en prenthandelaar te Amsterdam
- Hendrik van Heerde (1905-1968), schrijver van Garriet Jan en Annegien
- Henk van der Woude (1947), politicus
- Marti ten Kate (1958), atleet
- Sophie in 't Veld (1963), politica

(Voorheen) woonachtig in Vollenhove
- Georg Schenck van Toutenburg (1480-1540), stadhouder van de noordelijke gewesten en drost van Vollenhove
- Bernardus Bosch (1746-1830), predikant
- Aalt Mondria (1957-2011), crimineel

## Volkslied
Er zijn drie verschillende liederen die als volkslied van Vollenhove gebruikt kunnen worden. ’t Akkertien op de Voorst wordt gezien als het echte volkslied.

## Stemgedrag
Verkiezingsuitslag van 22 november 2023 (Tweede Kamer)
| Partij               | Aantal stemmen | Percentage |
| -------------------- | -------------- | ---------- |
| PVV                  | 589            | 26         |
| NSC                  | 481            | 21         |
| BBB                  | 290            | 13         |
| VVD                  | 253            | 11         |
| GroenLinks-PvdA      | 177            | 7,7        |
| CDA                  | 149            | 6,5        |
| CU                   | 98             | 4,28       |
| D66                  | 50             | 2,18       |
| SGP                  | 48             | 2,09       |
| SP                   | 43             | 1,88       |
| FvD                  | 38             | 1,66       |
| PvdD                 | 21             | 0,92       |
| Ja21                 | 19             | 0,83       |
| 50PLUS               | 9              | 0,39       |
| Volt                 | 9              | 0,39       |
| DENK                 | 5              | 0,22       |
| BVNL                 | 5              | 0,22       |
| BIJ1                 | 3              | 0,13       |
| PartijvdSport        | 2              | 0,09       |
| Samen voor Nederland | 2              | 0,09       |
| LEF                  | 1              | 0,04       |

Op de overige partijen zijn geen stemmen uitgebracht.
De opkomst bedroeg 77,75%.
Verkiezingsuitslag van 15 maart 2023 (Provinciale Staten)
| Partij              | Aantal stemmen | Percentage |
| ------------------- | -------------- | ---------- |
| BBB                 | 916            | 41         |
| CDA                 | 261            | 12         |
| CU                  | 174            | 7,7        |
| PvdA                | 160            | 7,1        |
| VVD                 | 137            | 6,1        |
| PVV                 | 107            | 4,75       |
| JA21                | 98             | 4,35       |
| GroenLinks          | 75             | 3,33       |
| FVD                 | 57             | 2,53       |
| PvdD                | 57             | 2,53       |
| SP                  | 51             | 2,26       |
| SGP                 | 44             | 1,95       |
| D66                 | 37             | 1,64       |
| BVNL                | 24             | 1,06       |
| 50+                 | 22             | 0,98       |
| Volt                | 17             | 0,75       |
| Alliantie           | 9              | 0,40       |
| Samen Lokaal Twente | 6              | 0,27       |
| Jezus Leeft         | 3              | 0,13       |

Op de overige partijen zijn geen stemmen uitgebracht.
De opkomst bedroeg 58,8%.